# Ermita de la Madre de Dios (Montalbán de Córdoba)
La ermita Madre de Dios es una ermita situada en Montalbán de Córdoba (España) declarada Monumento Histórico Artístico el 9 de abril de 1981 y Patrimonio Histórico Andaluz el 3 de julio de 1996.

## Arquitectura

Plano de la ermita

Se trata de una iglesia de tres naves, de un ancho aproximadamente igual a la que se accede por el pie de la nave derecha a través de una portada de ladrillo aplantillado en la que resalta la desproporción entre la importancia concedida a la espadaña (con pilares que apoyan al suelo) y la portada.
Los arcos de comienzo de las tres naves parecen ser capiteles de tres centros, mientras que los arcos transversales del crucero son de medio punto.
La sustentación de cubierta y bóvedas de cañizo se realiza mediante los dos muros perimetrales y los dos centrales, de separación de naves, con pilastras semiochavadas que se unen con arcos apuntados con alfiz. Las tres naves se rematan en la cabecera por una nave transversal de crucero con ábside rectangular en la central donde se encuentra el altar mayor.
El crucero se cubre con linterna de sección rectangular con cubierta a cuatro aguas al exterior y bóveda de sección elíptica en el interior, los brazos del crucero y el ábside en su exterior se cubren con tres cubiertas de un agua, mientras que el interior los brazos del crucero son de bóveda de cañón y el ábside de bóveda de arista. Mientras que las naves se cubrían con falsa bóveda de cañizo con sección semielíptica en las laterales y de carpanel o cañón en la central.
Es de destacar el retablo del altar mayor, que parece tardorenacentista, de dos cuerpos, estofado y con pinturas. También encontramos pinturas de carácter barroco popular en la puerta del Sagrario, depositado sobre el altar se encuentra una imagen de San Pedro sentado, resalta en la cabecera de la nave de la izquierda un altar dorado y policromado de carácter barroco y profusión de estípites, dedicado a San Antonio.
Debemos anotar también la existencia de varios altares, uno en la cabecera de la nave derecha con yeso o mortero sobre la misma pared con hornacina excavada en el muro y otros tres altarcillos o nichos (dos en la nave izquierda y uno en la de la derecha) sobre los muros perimetrales. Todos ellos parecen de fecha y factura similar, de estilo Neoclásico.
Es difícil fechar en un conjunto la obra, hemos leído que su datación se remonta al siglo XV, de esta época pueden ser los arcos de separación de las naves laterales con la central, pero podemos decir que encontramos una mezcla de adiciones, con mayor o menor acierto, que van del Barroco al Neoclásico.